# Њу Олбани (Канзас)
Њу Олбани (енгл. New Albany) град је у америчкој савезној држави Канзас.

## Демографија
По попису из 2010. године број становника је 56, што је 17 (-23,3%) становника мање него 2000. године.
| Група             | 2000.      | 2010.      |
| Белци             | 68 (93,2%) | 52 (92,9%) |
| Афроамериканци    | 0 (0,0%)   | 0 (0,0%)   |
| Азијати           | 0 (0,0%)   | 0 (0,0%)   |
| Хиспаноамериканци | 1 (1,4%)   | 4 (7,1%)   |
| Укупно            | 73         | 56         |